# Adele List
Adele List (* 28. November 1893 in Pottenbrunn; † 4. August 1983 in Wien) war eine Wiener Modistin. Sie erhielt den Preis der Stadt Wien für Bildende Kunst (Kategorie angewandte Kunst) für das Jahr 1953.

## Leben
Die Hutmacherin, Tochter eines Bäckermeisters aus St. Pölten, hatte ihre große Zeit in den 1940er und 1950er Jahren. Sie arbeitete eng mit der Modeschöpferin Gertrud Höchsmann zusammen, mit der sie gemeinsam Modeschauen veranstaltete und galt als äußerst qualitätsbewusst und „streng“, auch zu ihren Kundinnen. Adele List experimentierte gerne mit Material, das sie verfremdete. Oft formte sie einen Hut direkt auf dem Kopf der Kundin aus nassem Material, genau passend zum Gesicht. Ihr Atelier befand sich an der Ecke Kärntner Straße/Krugerstraße in der Wiener Innenstadt. List arbeitete schon in den 1930er-Jahren auch für große deutsche Modehäuser und exportierte ihre Hutmodelle bis nach Belgien und in die Türkei. Sie wurde am Döblinger Friedhof bestattet.

## Einzelnachweis
1. ↑  Adele List in der Verstorbenensuche bei friedhoefewien.at

| Personendaten    | Personendaten            |
| ---------------- | ------------------------ |
| NAME             | List, Adele              |
| KURZBESCHREIBUNG | österreichische Modistin |
| GEBURTSDATUM     | 28. November 1893        |
| GEBURTSORT       | Pottenbrunn              |
| STERBEDATUM      | 4. August 1983           |
| STERBEORT        | Wien                     |